# Björn Kugelberg
Björn Fredrik Arvid Kugelberg, född 9 februari 1905 i Karlskrona, död 27 oktober 1980 i Helsingborg, var en svensk friidrottare (kortdistanslöpning), skytt och idrottsledare. Han tävlade bland annat för IFK Lindesberg, IFK Malmö och den tyska klubben SC Charlottenburg.
Kugelberg deltog i det svenska stafettlaget som kom fyra på 4 x 400 meter vid OS 1928. Han är begravd på Östra kyrkogården i Malmö.

## Karriär
År 1921, vid sexton års ålder, vann han sin klass vid det årets riksskyttetävling.
Kugelberg vann sin första SM-medalj år 1927 då han komin på bronsplats på 100 meter.
Vid OS i Amsterdam 1928 deltog Kugelberg i det svenska stafettlaget på 4x400 meter som kom fyra på tiden 3.15,8 min (de andra var Erik Byléhn, Bertil von Wachenfeldt och Sten Pettersson). Han tävlade vid OS även individuellt på 200 meter och blev härvid utslagen i semifinalen med tiden 22,6 s. Vid SM detta år deltog han i det segrande stafettlaget som tog SM-guld på 4 x 100 meter  samt vann individuellt silvermedalj på 200 meter  och bronsmedalj på 100 meter.
Vid SM 1929 tog han brons på 200 meter  och silver i stafett 4x100 meter.
År 1930 tog han åter SM-brons i löpning 200 meter.
1931 vann han SM-guld på både 100 meter på 11,0 s. och 200 meter på 22,2 s  Dessutom vann han bronsmedalj i stafett 4x100 meter.
1932 vann han SM-guld på 400 meter med tiden 49,6 s. Han tog SM-silver på 200 meter  samt deltog i stafettlaget som tog SM-silver på 4x100 meter.
1936 blev han ordförande i IFK Borlänge.
1939 tog han riksmedaljen i guld i skytte.

## Personliga rekord
- 100 meter: 10,6 s (Berlin, Tyskland 5 juli 1929) [8]
- 200 meter: 21,9 s (Stockholms stadion 7 juli 1928) [9]
- 400 meter: 49,2 s (Malmö 28 juni 1931) [10]